# Moteur Boat Magazine
Moteur Boat Magazine est un mensuel français consacré à l'actualité du bateau à moteur (essais de bateaux, de moteurs, équipements, électronique, navigations, reportages...).

## Historique
Aucun titre de bateau à moteur n'existait encore en France, la presse française bateau était exclusivement voile, Joël Zerbib, déjà passionné par la mécanique et par la course moto a choisi pour parrain : Didier Pironi, pilote automobile et motonautique émérite. 
Le titre, anciennement la revue Sillages, a été créé par Myriam et Joël Zerbib en 1987, puis revendu aux éditions Larivière en 1989. Joël et Myriam Zerbib ont créée et relancé " Moteur Boat Magazine" incorporant Sillage Magazine. Pierre-jean Grujard a été à leurs côtés  à la création en tant que Journaliste Reporter d'image et a aussi participé à leurs aventures motonautiques.